# Garner (Iowa)
Garner es una ciudad ubicada en el condado de Hancock, Iowa, Estados Unidos. Según el censo de 2020, tiene una población de 3065 habitantes.

## Geografía
La localidad está ubicada en las coordenadas 43°5′59″N 93°36′11″O / 43.09972, -93.60306 (43.099971, -93.603118). Según la Oficina del Censo de los Estados Unidos, Garner tiene una superficie total de 5.50 km², correspondientes en su totalidad a tierra firme.

## Demografía
Según el censo de 2020, hay 3065 personas residiendo en Garner. La densidad de población es de 527.27 hab./km². El 93.54% son blancos, el 0.98% son afroamericanos, el 0.23% son amerindios, el 0.23% son asiáticos, el 0.95% son de otras razas y el 4.08% son de dos o más razas. Del total de la población, el 3.92% son hispanos o latinos de cualquier raza.